# Antiproton-felhalmozó
A Antiproton-felhalmozó (AA: Antiproton Accumulator) a CERN-ben antiprotonok sztochasztikus hűtését végző részecskegyorsító volt, amely kiszolgálta az SPS-t és a LEAR-t is.

## Felépítése
Simon van der Meer az ISR mellett dolgozva a részecskenyalábok intenzitásának növelésén gondolkodva 1968-ban kidolgozta a sztochasztikus hűtés első, kezdetleges elméletét. Mivel azonban az ISR nagy nyalábintenzitása mellett túl lassú lett volna a hűtés, ötletét félretette. Mások azonban 1974-ben újra előszedték. 1976-ban Cline, McIntyre, Mills, és Carlo Rubbia javasolták, hogy az SPS-t használják proton–antiproton ütköztetőként, ami megkövetelte az antipronnyalábok hűtését. Van der Meer csatlakozott a csoporthoz és egy kis gyürün (ICE) végrehajtott sikeres kísérletek után R. Billinge-dzsel együtt társvezetője lett az Antiproton-felhalmozót felépítő projektnek. Az AA 1980-ra készült el.

## Alkalmazása
1981-től az AA antiprotonokat hűtött és halmozott fel előbb az ISR, majd az SPS számára. Ehhez a PS 26 GeV-es protonnyalábját egy álló céltárgyra ejtették, amivel ~3,5 GeV-es antiprotonokat keltettek. Ezeket az AA-ban hűtötték és felhalmozták, naponta mintegy 1011-nyit. Az antiprotonokat ezután visszatöltötték a PS-be és felgyorsították 26 GeV-re és betöltötték az SPS-be ahol ellentétes irányban keringtek, mint az ugyanolyan energiájú protonnyaláb. A SPS ezután a két nyalábot együtt 270 GeV-re gyorsította, s végül létrehozták az 540 GeV tömegközépponti energiájú ütközéseket.
1983-tól a PS-en keresztül kiszolgálta a Kisenergiájú antiproton-gyűrűt is. Ehhez általában egyetlen boly – általában néhányszor 109 – antiprotont szedtek ki az Antiproton-felhalmozóból, amelyet a PS 3,5 GeV-ről 609 MeV/c impulzusra lassított, majd ezeket a LEAR vagy lelassította akár 100 MeV/c-re (5,3 MeV mozgási energia) vagy felgyorsította maximum 2000 MeV/c-re (1270 MeV mozgási energia) az aktuális kísérlet igényének megfelelően. 1987-ben helyezték az ekkor új Antiprotongyűjtőt (AC: Antiproton Collector) az AA elé, az antiprotonforrás mögé az antiproton-rendszerbe, ami növelte a nyaláb intenzitását.
Az SPS programja 1984-ben, a LEAR-é 1996-ban ért véget. Az AA-t 1997-ben szétszedték és Japánba szállították.